# Бжезины (гмина, Калишский повет)
Бжезины (пол. Brzeziny) — сельская гмина (волость) в Польше, входит как административная единица в Калишский повет, Великопольское воеводство. Население — 5388 человек (на 2008 год).

## Сельские округа
1. Александря
2. Бжезины
3. Вжонца
4. Дзенчолы
5. Загурна
6. Зайёнчки
7. Мочалец
8. Острув-Калиски
9. Пегониско-Весь
10. Пегониско-Пусткове
11. Печиска
12. Пшистайня
13. Пшистайня-Колёня
14. Роженно
15. Собесенки
16. Фаюм
17. Худоба
18. Чемпиш
19. Ягодзинец
20. Ямнице

## Соседние гмины
1. Гмина Блашки
2. Гмина Броншевице
3. Гмина Годзеше-Вельке
4. Гмина Крашевице
5. Гмина Серошевице
6. Гмина Чайкув
7. Гмина Щитники